# Бенедетто Дженнарі молодший
Бенедетто Дженнарі молодший (італ. Benedetto Gennari junior; 19 жовтня 1633, Ченто — 9 грудня 1715, Болонья) — італійський художник доби бароко. створював портрети, міфологічні картини і релігійні образа.

## Життєпис
Народився у місті Ченто, Італія. Батьки — Лючія Барбьєрі та Ерколе Дженнарі, художник.
Походив з династії художників Дженнарі, художниками були також дід і брат. Художню майстерність опановував в майстерні батька, а потім був учнем в майстерні художника Гверчіно. Засвоїв яскраві фарби Гверчіно і сильне бічне освітлення. В художній манері були відчутні елементи помірного караваджизму і впливи болонського академізму. В стилістиці болонського академізму виконана більшість релігійних картин.
Уславився як непоганий портретист. По смерті Гверчіно мав художню студію, де працював разом із братом Чезаре Дженнарі. 1672 року відбув у Париж, де працював у Версалі. Створив чимало портретів французьких аристократів впродовж двох років перебування у Франції.
1674 року перебрався на працю у Лондон, де отримав посаду королівського художника. Працював при дворах королів Карла ІІ та Джеймса ІІ (король Джеймс ІІ був католиком і прагнув повернути католицизм у королівстві, що давно було бастіоном протестантизму, підтриманого буржуазією). Король католик Джеймс ІІ програв у протистоянні з впливовою буржуазією Англії і був вимушений покинути королівство та оселитися у палаці Сен-Жермен-ан-Ле у Франції. Бенедетто Дженнарі молодший, італійський католик, був вимушений покинути Англію теж.
Повернувся у Італію. 1709 року був серед засновників академії Клементіна, що виконувала роль Болонської художньої академії. Помер у місті Болонья.

## Вибрані твори
- «Орфей»
- «Давид з головою велетня Голіафа»
- «Смерть цариці Клеопатри»

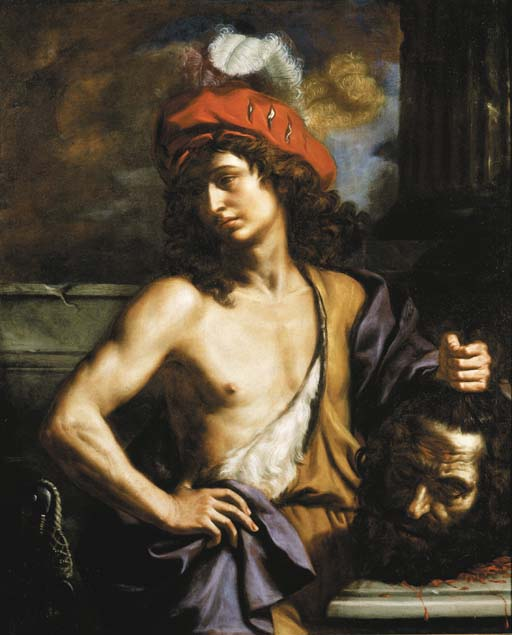
«Давид з головою велетня Голіафа».

- «Маркіз Франческо Фьяскі», бл. 1655 р.
- «Гортензія Манчіні», племінниця кардинала Мазаріні, Валансьєн, Франція
- «Катеріна Браганца», королева Англії, 1678 р.
- «Карл ІІ, король Англії»
- «Марія Моденська і принц Джеймс ІІІ дитиною»
- «Янгол охоронець»

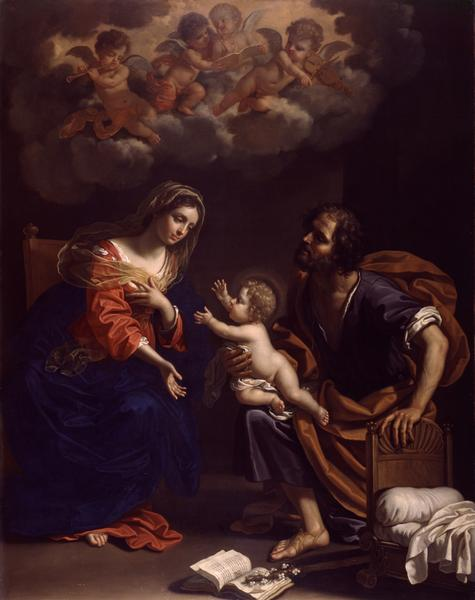
« Св. Родина», 1682 р., Художній музей (Бірмінгем)
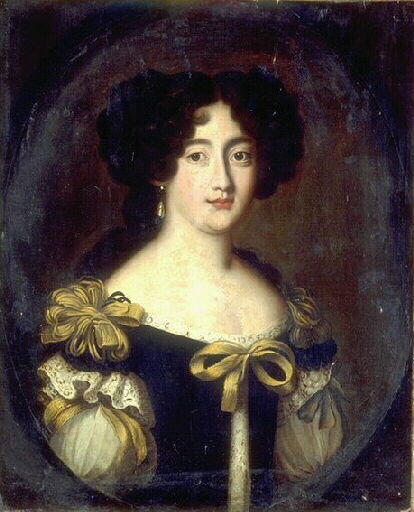
«Гортензія Манчіні», племінниця кардинала Мазаріні, Валансьєн, Франція
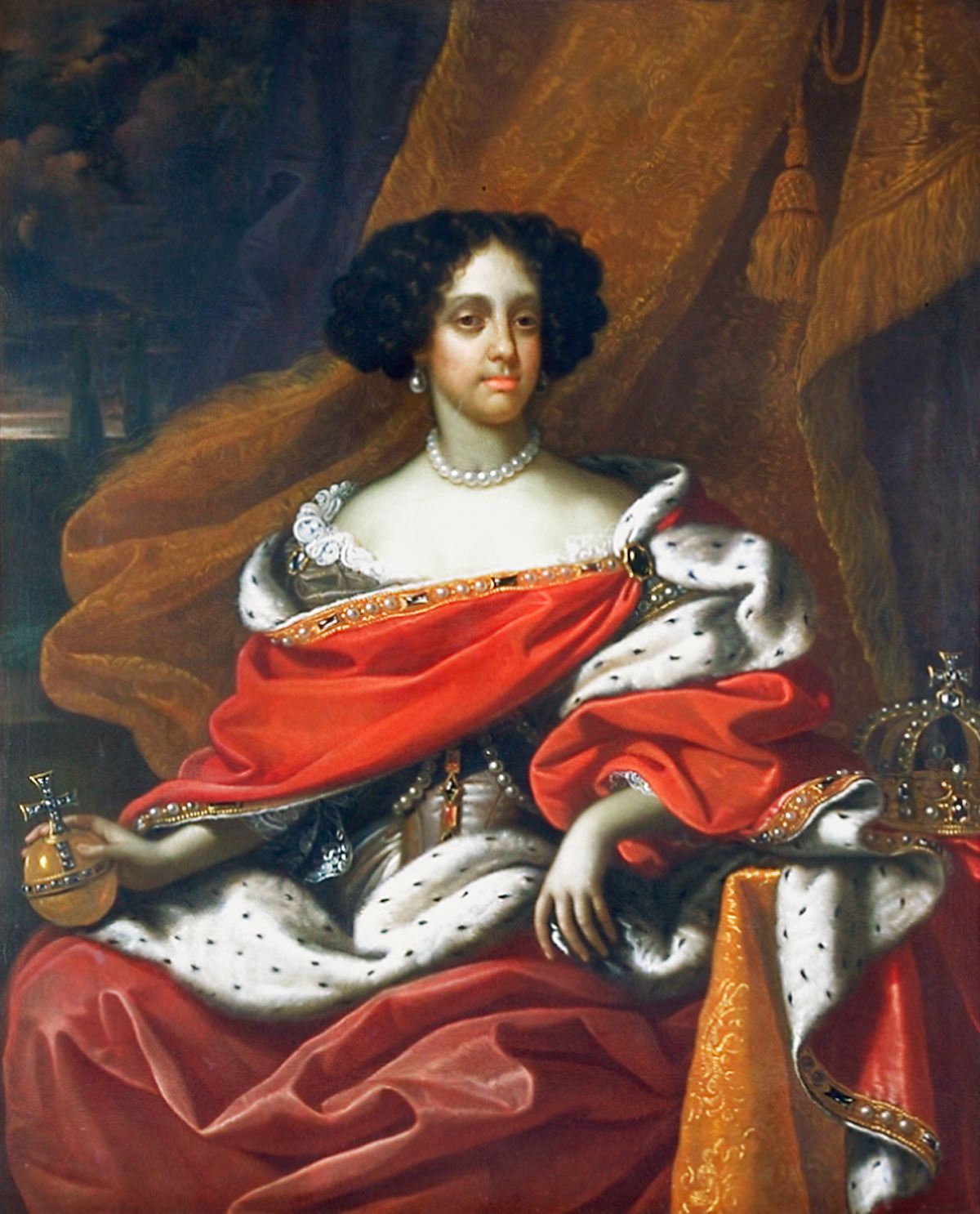
«Катеріна Браганца», королева Англії, 1678 р.
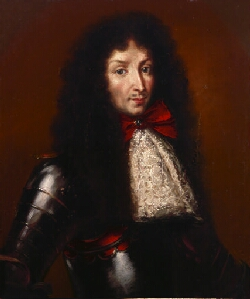
« Рінальдо», герцог Моденський

## Галерея

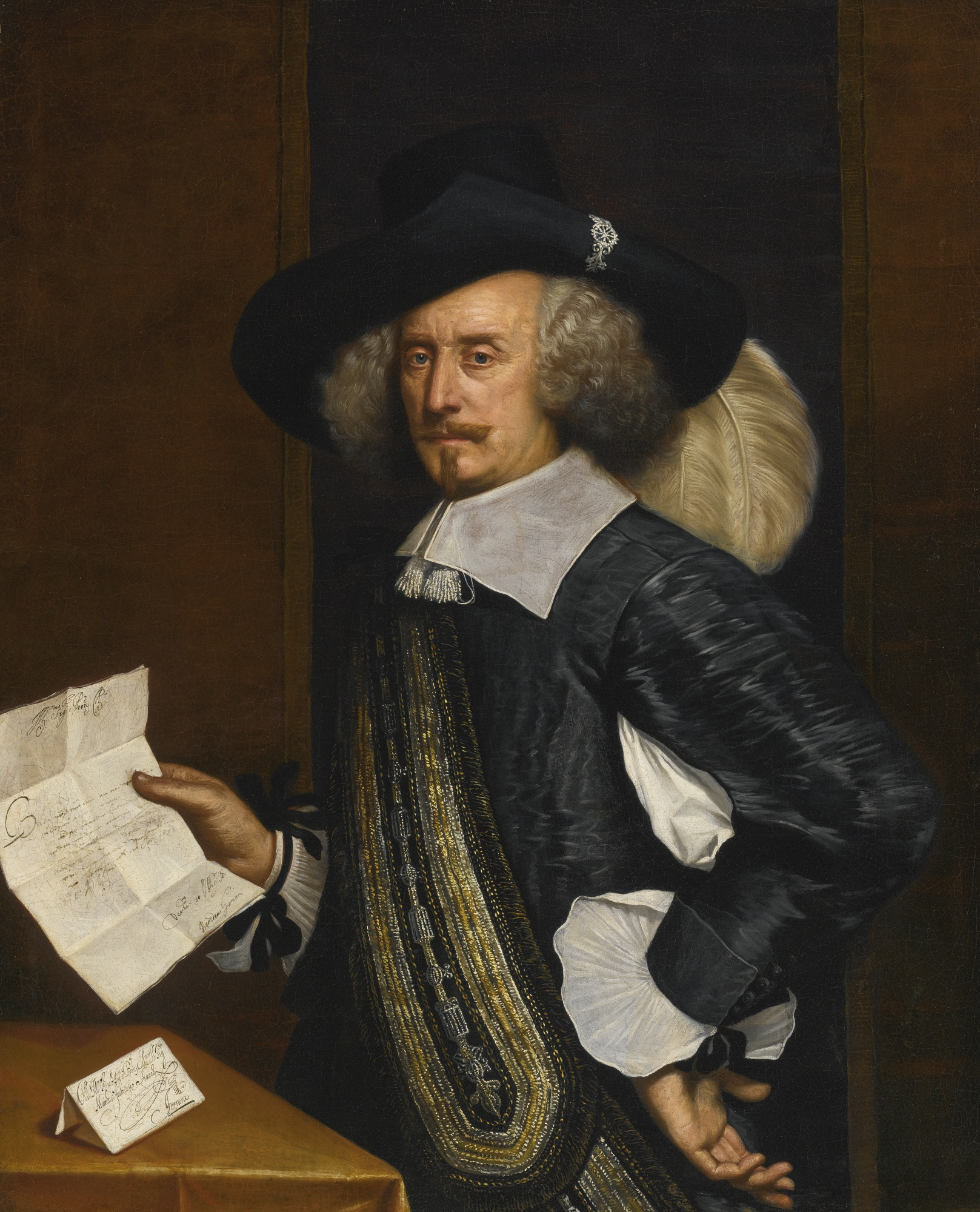
«Маркіз Франческо Фьяскі», бл. 1655 р.

- « Св. Родина», 1682 р., Художній музей (Бірмінгем)
- «Гортензія Манчіні», племінниця кардинала Мазаріні, Валансьєн, Франція
- «Катеріна Браганца», королева Англії, 1678 р.
- « Рінальдо», герцог Моденський